# 神奈川県立横浜桜陽高等学校

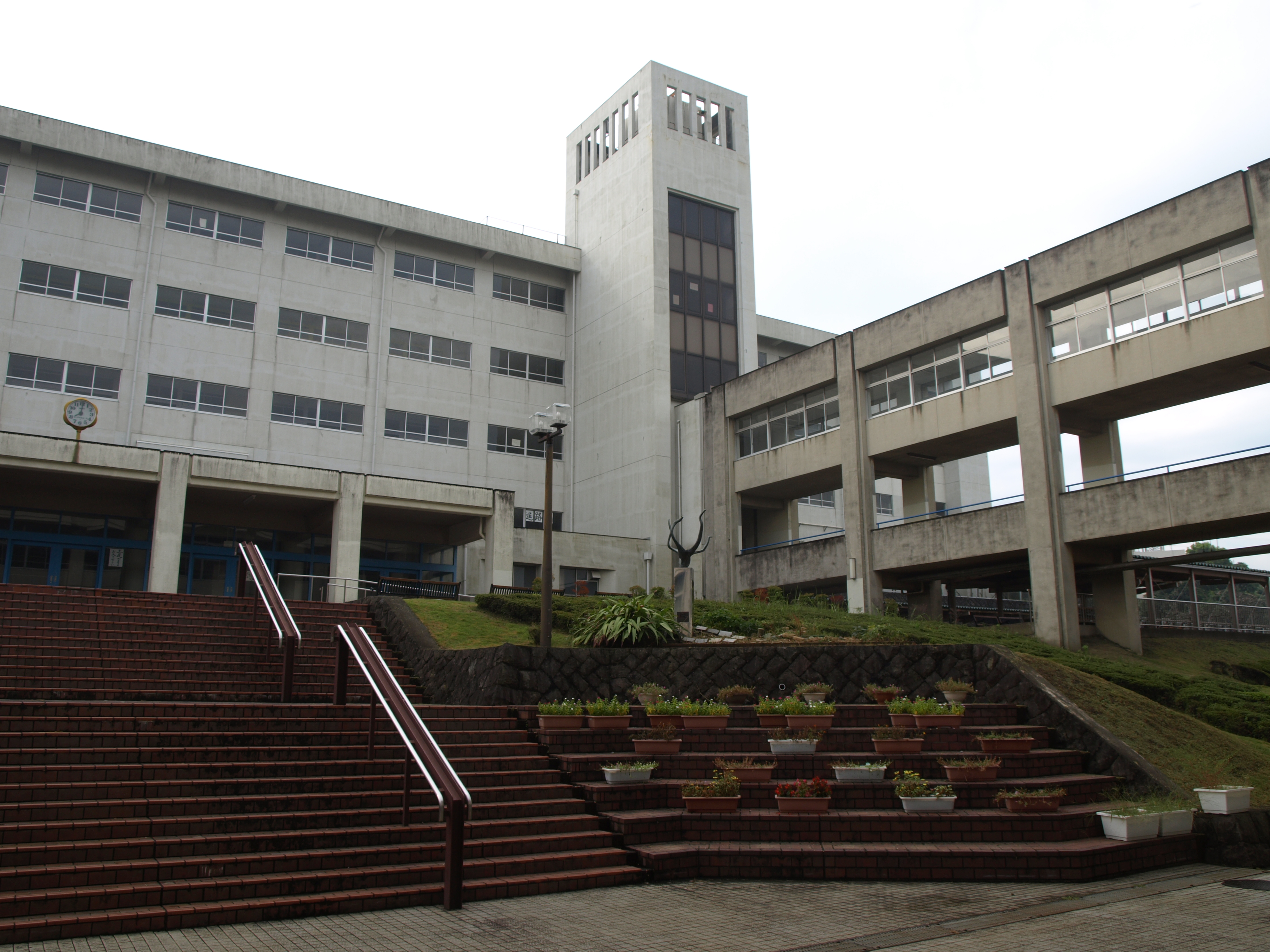
校舎

神奈川県立横浜桜陽高等学校（かながわけんりつ よこはまおうようこうとうがっこう）は、神奈川県横浜市戸塚区汲沢町に所在する公立の高等学校。日本で初のフレキシブルスクール（選択型全日制単位制普通科）として開校された。現在は年次進行型単位制普通科高校である。

## 設置学科
- 年次進行型の単位制 普通科
  - 普通科には入試に中途退学者募集があり、中途退学した人も受け入れている。

## 沿革
県立高校改革推進計画に基づき2003年（平成15年）、横浜中部地区の県立豊田高校と県立汲沢高等学校が統合してできたフレキシブルスクールである。校舎は汲沢高校校舎を引き継ぎ使用している。校名は桜が学校にたくさん咲いているところからつけられた。また、北海道の北海道小樽桜陽高等学校と区別するため、校名に横浜の文字を冠した。汲沢高校建設時に多くの石器・土器が見つかり、細田遺跡と名づけられている。
尚2027年に神奈川県立永谷高等学校と再編統合(校舎は横浜桜陽高等学校を使用)が計画されている。

## 学校のシステム
令和6年度現在
現在は2年から総合コース・理系コースの２コースに別れている。
それ以外は平成29年度以降と変わらず行われている。
平成29年度〜
平成29年度入学生より年次進行型全日制・単位制普通科の高校で55分授業である。現在は、クラス単位での授業が行われている。現在も私服登校。一足制。校外講座やボランティア活動・インターンシップなどの活動が行われている。
1年は必履修科目を受講する。
2年から文系・理系・芸術系の3分野に別れる。
3年は、文系・理系・芸術系の3分野の履修科目の他に専門的な授業を行っている。
また、大学・専修学校等と連携して授業を受ける「校外講座」での単位を取得可能。他にも、「ボランティア活動」や「技能審査」で単位を取得可能。
現在も私服登校。一足制。校外講座やボランティア活動・インターンシップなどの活動が盛んに行われている。
以前の「研修旅行」は一般的な名称「卒業旅行」となり、2019年現在、3泊4日の北陸方面への修学旅行が実施されている。
桜陽アカデミアという外部講師による進路行事を年数回行っている。
年次進行になったが、自由な校風柄、芸能活動をしながら在籍する生徒も多い。また、土曜日のPTA活動や学校行事が非常に多いのも特長である。
平成29年度入学生以前
フレキシブルスクール制一時限90分授業。1日最大8時間（4限）の幅広い授業時間帯、100を超える多彩な科目、大学や専門学校等と連携した講座など柔軟な学びの仕組みを活用し、入学する前に全員が個別履修指導を受け、指導担当の教員と面談しながら生徒一人ひとりの学びの深化・学力の伸長を図っていた。制服や指定服は定められていなかった。一足制。
特色のある選択科目は、グローバル化・情報化の進展など社会環境の急速に変化する時代に柔軟に対応できるよう、これからの時代に求められる内容を学ぶ「系の科目」として設定し、
- 情報ネットワーク系
- 環境サイエンス系
- 福祉サポート系
- 健康フィットネス系
- 国際コミュニケーション系
- 芸術アーツ系

の六つに分類し、展開していた。
同じフレキシブルスクールの神奈川県立川崎高等学校と同じように不審者の構内侵入防止、定期テスト等での本人確認のため、生徒には「生徒ID証（IDカード）」の携行が義務づけられており、授業やテストの際に提示することが求められていた。
授業以外に学校外で取り組む様々な学びも積極的に導入していた。具体的には、大学や専門学校で授業を受ける「校外講座」、福祉施設や地域などで取り組む「ボランティア活動」、漢字検定や実用英語検定などの資格を取得する「技能審査」などで、一定の基準に達していれば卒業単位として認定していた。
2年時に「研修旅行」を実施し、各々が、屋久島、四国、北海道、沖縄、上海の中から1か所を選ぶことができた。
前期後期それぞれ1回ずつ、年の2回卒業式が行われていた。
自由な校風柄と柔軟なシステムを利用し、芸能活動をしながら在籍する生徒が多かった。また、土曜日のPTA活動や学校行事が非常に多いのも特長であった。

## 桜陽アカデミア
横浜桜陽高校では外部講師による進路行事を年数回行っている。

## その他
- 県内の高校には珍しく弓道場がある。
- 競輪選手の和田真久留氏が在学時、自転車部を創設。2008年、全国高等学校総合体育大会自転車競技大会（大宮競輪場）の1㎞タイムトライアルで優勝。アジア自転車競技選手権大会のジュニア部門では、スプリントで2位の成績を残した。
- AKB48の派生ユニット、フレンチ・キスの2nd Single『If』のDVD収録ドラマ「If〜今日、恋をはじめます〜」、2011年テレビ東京系列「鈴木先生」の撮影に使用された。
- 普通科高校だが、演劇やダンス、美術工芸デザイン教育にも力を注いでおり、設立10年で美術では県高等学校総合文化祭美術工芸部門で教育長賞[10]、全国高等学校総合文化祭出場。近年では演劇で神奈川県高等学校演劇連盟大会優秀賞を果たしている。
- 高校野球においては県ベスト16入りを果たすなど強豪校化している。
- 高文連 図書専門部会 第3回ビブリオバトル大会に優勝。

## 交通
- JR東海道線・横須賀線・横浜市営地下鉄ブルーライン 戸塚駅（戸塚バスセンター）から神奈川中央交通 戸60[11]で、「横浜桜陽高校前」下車。

## 著名な出身者

### 横浜桜陽高校出身
- 境野智美[12] - 一輪車パフォーマー 3期
- 境野友香[12] - 一輪車パフォーマー 4期
- 園田ヒカル[13] - タレント、実演販売士 4期
- 大平香奈[14] - 女優、声優、ナレーター 4期
- 和田真久留[15] - 競輪選手(99期) 6期
- 空中カメラ [16] - バンドユニット（田中野歩人、寒川響） 8期
- 藤原麻里菜 - 発明家、YouTuber、文筆家 9期
- 川村虹花 - 女性タレント、元アイドル
- 橋爪脩祐[17] - 元BCリーグ野球選手(富山 -栃木) 10期
- 三野宮鈴 - インフルエンサー、グラビアモデル、タレント、モデル、YouTuber 20期

### 旧：豊田高校〜横浜桜陽高校出身
- 小阪由佳 - 元タレント、元グラビアアイドル 1期
- 芝田翔生子 - 元グラビアアイドル 1期

### 旧：汲沢高校出身
- 臼井幸平 - サッカー選手
- 井上雄幾 - サッカー選手
- 立川志の八 - 落語家